# Capacité thermique isochore
La capacité thermique isochore d'un corps, que l'on note le plus souvent Cv, correspond physiquement à la chaleur que l'on doit lui fournir à volume constant pour élever sa température d'un kelvin. Elle s'exprime comme la dérivée partielle de l'énergie interne U par rapport à la température T calculée à volume V constant, soit :
Comme l'énergie interne, c'est une grandeur extensive, qui s'exprime en joules par kelvin (J/K). Elle dépend en général de la température T et du volume V.

## Exemple
Pour n moles d'un gaz parfait monoatomique, l'énergie interne se calcule explicitement :
où R est la constante des gaz parfaits. L'énergie interne est ici indépendante du volume V, et la capacité thermique isochore est dans ce cas particulier égale à une constante :

## Propriété
L'énergie interne U(T,V) étant en général une fonction de la température T et du volume V, la capacité thermique isochore s'introduit naturellement dans la forme différentielle :
|}
où l est un coefficient calorimétrique.

### Variation avec le volume
L'énergie interne U étant une fonction d'état, la forme différentielle précédente est une différentielle exacte, et on en déduit la relation :
La thermodynamique permet de montrer par ailleurs que le coefficient calorimétrique l est égal à :
On en déduit la dérivée partielle de la capacité thermique isochore par rapport au volume à température constante :
Si l'on connait l'équation d'état du système étudié, on peut donc calculer cette dérivée partielle.

### Variation avec la température
La thermodynamique ne permet pas de calculer la dérivée partielle de la capacité thermique isochore par rapport à la température à volume constant :
Cette variation doit donc être mesurée expérimentalement pour chaque système.